# اكس أم ال-أر بيه سي
XML-RPC هو بروتوكول لنداء الإجراء البعيد يستخدم صيغة XML لترميز البيانات ويستخدم HTTP لنقل البيانات وتنفيذ ندائاته.

## تاريخ
XML-RPC تم أنشائها في 1998 من قبل Dave Winer من UserLand Software وMicrosoft.

## الأستخدام
XML-RPC تم أنشائها لكي تكون أبسط وأكثر فهم من SOAP.
JSON-RPC مثل XML-RPC.

## أنواع البيانات
| الاسم     | مثال على التاج | وصف                                            |
| --------- | --- | ---------------------------------------------- |
| array     | <array> <data> <value><i4>1404</i4></value> <value><string>بعض الكلمات هنا</string></value> <value><i4>1</i4></value> </data> </array>         | مصفوفة من القيم، بدون مفاتيح.                  |
| base64    | <base64>eW91IGNhbid0IHJlYWQgdGhpcyE=</base64>                                                                                                  | الأساس 64-تشفير البيانات الثنائية              |
| boolean   | <boolean>1</boolean> | ثنائي قيمة ثنائية (0 أو 1)                     |
| date/time | <dateTime.iso8601>19980717T14:08:55</dateTime.iso8601>                                                                                         | وقت وتاريخ بصيقة ايزو 8601                     |
| double    | <double>-12.53</double> | رقم عشري (نوع بيانات)                          |
| integer   | <i4>42</i4> أو <int>42</int> | أي رقم، رقمي (نوع بيانات)                      |
| string    | <string>أهلاً بالعالم!</string> | نصوص وأرقام.                                   |
| struct    | <struct> <member> <name>foo</name> <value><i4>1</i4></value> </member> <member> <name>bar</name> <value><i4>2</i4></value> </member> </struct> | مصفوفة ارتباطية                                |
| nil       | <nil/> | Discriminated null value; an XML-RPC extension |

## أمثلة
مثال على طلب بال XML-RPC :
```
<?xml version="1.0"?>

<methodCall>

  
<methodName>
examples.getStateName
</methodName>

  
<params>

    
<param>

        
<value><i4>
40
</i4></value>

    
</param>

  
</params>

</methodCall>

```

مثال على استجابة من XML-RPC :
```
<?xml version="1.0"?>

<methodResponse>

  
<params>

    
<param>

        
<value><string>
South
 
Dakota
</string></value>

    
</param>

  
</params>

</methodResponse>

```

ناتج الخطا من XML-RPC:
```
<?xml version="1.0"?>

<methodResponse>

  
<fault>

    
<value>

      
<struct>

        
<member>

          
<name>
faultCode
</name>

          
<value><int>
4
</int></value>

        
</member>

        
<member>

          
<name>
faultString
</name>

          
<value><string>
Too
 
many
 
parameters.
</string></value>

        
</member>

      
</struct>

    
</value>

  
</fault>

</methodResponse>

```

## تطبيقات

### C++
- Libiqxmlrpc
- Ultra lightweight XML-RPC library for C++
- XML-RPC for C and C++
- XmlRpc++
- XmlRpc C++ client for Windows

### Objective-C / GNUstep / Cocoa
- XMLRPC Framework
- Cocoa XML-RPC Framework: بيئة عمل XML-RPC مفتوحة المصدر، تم كتابتها لتطبيق Cocoa.

### Erlang
- XML-RPC للغة Erlang: مكتبة HTTP 1.1 متوافقة مع XML-RPC للغة Erlang. تم تصميمها لكتابة عملاء وخدمات XML-RPC بسهولة في Erlang. المكتبة متوافقة مع معايير XML-RPC التي نشرها https://web.archive.org/web/20051210031514/http://www.xmlrpc.org/

### Java
- Apache XML-RPC: مكتبة مفتوحة المصدر للعة جافا
- : Secure Apache XML-RPC
- Redstone XML-RPC Library: Redstone's Open Source Library - XML-RPC implementation in Java
- XML-RPC Library for Java ME: Open source client-side library for Java ME

### XMPP
- pyJabberXMLRPC: فئات بيثون للـ XMPP
- Jabber-RPC: Over the إكس إم بي بي protocol

## روابط
- XML-RPC Homepage
- Forum
- Tutorials
- Technology Reports
- Citations from CiteSeer